# Oedudes spectabilis
Oedudes spectabilis là một loài bọ cánh cứng trong họ Cerambycidae.